# 조성원 (농구인)
조성원(1971년 8월 24일 ~ )은 대한민국의 전 농구 선수 및 전 지도자이다.

## 경력
명지대의 간판 슈터로서 1994년 현대전자에 입단한 이후 1995년 상무를 거쳐 프로 원년 다음이었던 1997년에 전역 이후 대전 현대 다이넷의 슈팅 가드로 활약했다. 1998-1999 시즌 플레이오프 MVP를 수상했다. 2000년 창원 LG 세이커스에서 양희승과 맞트레이드되면서 이적했다. 2000-2001 시즌 LG의 정규리그 2위를 이끌면서 정규리그 MVP를 수상했다. 하지만, 2002-2003 시즌 중 SK 나이츠로 김영만과 맞트레이드된 이후 2003-2004 시즌 중 현대 다이넷/걸리버스 후신인 KCC 이지스에 전희철과 맞트레이드되었다. 2003-2004 시즌 플레이오프 우승을 이끈 뒤 2005-2006 시즌을 끝으로 은퇴를 하게 되었다.

## 지도자
은퇴 후 천안 KB국민은행 세이버스 코치를 시작으로 감독대행을 거치면서 감독을 맡았다.
이후 지도자로서 굴곡많은 농구인생을 보내게 된다.
김상준 감독과 박수호 수석코치 밑의 서울 삼성 썬더스 코치를 맡았다.
그러나, 삼성 역대 최저정석인 최하위의 성적부진으로 인해 삼성 썬더스 코치에서 물러난 이후 한국농구에서 비주류권인 수원대 여자부 감독과 모교인 명지대 농구부 감독을 맡았다.
이후 잠시 몸담았던 팀으로 현주엽 후임의 창원 LG 세이커스 제8대 감독으로 선임되었다.
하지만, 객관적인 전력열세를 극복하지 못하면서 성적부진으로 2년만에 팀에서 떠나게 된다. 후임으로 대한민국농구대표팀 코치와 감독을 역임했던 조상현 감독이 맡게 된다. 

## 방송해설위원
SBS SPORTS 남녀농구를 포함해서 KBS 지상파 KBL 농구와 KBS N 스포츠 WKBL 농구 해설을 맡았다.

## 경력 통계

### KBL
| † | KBL 우승한 시즌 |
|   | 시즌 최고 기록  |

#### 정규 시즌
| 시즌      | 팀        | 경기 | 출장시간 | 득점  | 야투 | 3점슛 | 자유투 | 리바운드 | 리바운드 | 리바운드 | 어시스트 | 스틸 | 블록 | 턴오버 | 파울 |
| 시즌      | 팀        | 경기 | 출장시간 | 득점  | 야투 | 3점슛 | 자유투 | 공격     | 수비     | 총합     | 어시스트 | 스틸 | 블록 | 턴오버 | 파울 |
| --------- | --------- | ---- | -------- | ----- | ---- | ----- | ------ | -------- | -------- | -------- | -------- | ---- | ---- | ------ | ---- |
| 1997–98†  | 대전 현대 | 42   | 24'8"    | 13.14 | 4.9  | 2.1   | 1.3    | 0.4      | 0.8      | 1.2      | 1.6      | 0.9  | 0.1  | 0.9    | 0.8  |
| 1998–99†  | 대전 현대 | 44   | 27'15"   | 11.34 | 4.0  | 1.8   | 1.5    | 0.4      | 0.8      | 1.3      | 1.5      | 1.1  | 0.1  | 1.2    | 1.8  |
| 1999–2000 | 대전 현대 | 45   | 32'11"   | 17.27 | 5.9  | 3.0   | 2.4    | 0.3      | 1.1      | 1.4      | 1.8      | 1.2  | 0.2  | 1.4    | 2.4  |
| 2000–01   | 창원 LG   | 45   | 35'49"   | 25.71 | 8.5  | 3.8   | 4.9    | 0.7      | 1.4      | 2.2      | 4.0      | 1.5  | 0.3  | 2.2    | 2.5  |
| 2001–02   | 창원 LG   | 52   | 29'22"   | 16.04 | 5.4  | 2.5   | 2.8    | 0.5      | 0.8      | 1.3      | 2.1      | 1.2  | 0.0  | 1.3    | 1.7  |
| 2002–03   | 창원 LG   | 24   | 22'30"   | 12.67 | 4.1  | 2.0   | 2.5    | 0.3      | 1.0      | 1.4      | 1.6      | 0.5  | 0.1  | 1.5    | 1.8  |
| 2002–03   | 서울 SK   | 26   | 32'41"   | 18.46 | 6.4  | 1.8   | 3.8    | 0.4      | 1.1      | 1.5      | 3.1      | 1.4  | 0.2  | 2.2    | 1.6  |
| 2003–04   | 서울 SK   | 16   | 24'30"   | 12.00 | 3.8  | 1.3   | 3.1    | 0.4      | 0.6      | 0.9      | 1.8      | 1.6  | 0.1  | 1.9    | 1.8  |
| 2003–04†  | 전주 KCC  | 36   | 32'32"   | 14.97 | 5.1  | 2.6   | 2.2    | 0.4      | 1.1      | 1.6      | 2.7      | 1.5  | 0.2  | 1.5    | 1.8  |
| 2004–05   | 전주 KCC  | 53   | 30'59"   | 11.51 | 4.0  | 2.0   | 1.6    | 0.4      | 1.7      | 2.1      | 2.1      | 1.3  | 0.1  | 1.1    | 2.2  |
| 2005–06   | 전주 KCC  | 49   | 25'21"   | 9.35  | 3.1  | 1.6   | 1.5    | 0.4      | 0.9      | 1.3      | 1.2      | 1.0  | 0.1  | 1.0    | 2.4  |
| 경력      | 경력      | 432  | 29'15"   | 14.82 | 2.7  | 2.3   | 2.4    | 0.4      | 1.1      | 1.5      | 2.2      | 1.2  | 0.1  | 1.4    | 2.0  |

#### 플레이오프
| 시즌      | 팀        | 경기 | 출장시간 | 득점  | 야투 | 3점슛 | 자유투 | 리바운드 | 리바운드 | 리바운드 | 어시스트 | 스틸 | 블록 | 턴오버 | 파울 |
| 시즌      | 팀        | 경기 | 출장시간 | 득점  | 야투 | 3점슛 | 자유투 | 공격     | 수비     | 총합     | 어시스트 | 스틸 | 블록 | 턴오버 | 파울 |
| --------- | --------- | ---- | -------- | ----- | ---- | ----- | ------ | -------- | -------- | -------- | -------- | ---- | ---- | ------ | ---- |
| 1997–98†  | 대전 현대 | 3    | 27'59"   | 17.00 | 6.3  | 3.7   | 0.7    | 0.3      | 0.3      | 0.7      | 1.0      | 0.3  | 0.0  | 0.7    | 2.0  |
| 1998–99†  | 대전 현대 | 3    | 32'12"   | 22.00 | 8.3  | 4.7   | 0.7    | 1.0      | 1.0      | 2.0      | 2.0      | 1.0  | 0.0  | 0.0    | 1.7  |
| 1999–2000 | 대전 현대 | 3    | 19'15"   | 12.67 | 4.0  | 2.7   | 2.0    | 0.3      | 0.0      | 0.3      | 0.3      | 0.3  | 0.7  | 0.0    | 2.3  |
| 2000–01   | 창원 LG   | 5    | 38'56"   | 22.20 | 7.6  | 3.8   | 3.2    | 0.2      | 2.0      | 2.2      | 3.8      | 1.0  | 0.0  | 4.2    | 2.8  |
| 2001–02   | 창원 LG   | 7    | 37'17"   | 18.00 | 6.4  | 2.4   | 2.7    | 0.0      | 0.9      | 0.9      | 2.3      | 0.7  | 0.3  | 2.0    | 2.3  |
| 2003–04†  | 전주 KCC  | 3    | 32'3"    | 14.67 | 5.3  | 3.3   | 0.7    | 0.7      | 0.7      | 1.3      | 3.0      | 0.3  | 0.0  | 2.3    | 4.0  |
| 2004–05   | 전주 KCC  | 4    | 31'31"   | 12.50 | 3.8  | 2.5   | 2.5    | 0.3      | 3.0      | 3.3      | 1.8      | 1.0  | 0.0  | 0.8    | 2.3  |
| 2005–06   | 전주 KCC  | 6    | 37'49"   | 11.33 | 3.3  | 2.0   | 2.7    | 0.3      | 1.2      | 1.5      | 2.3      | 0.7  | 0.0  | 1.2    | 2.3  |
| 경력      | 경력      | 34   | 33'5"    | 16.29 | 5.6  | 3.0   | 2.1    | 0.3      | 1.2      | 1.5      | 2.2      | 0.7  | 0.1  | 1.6    | 2.4  |

#### 챔피언 결정전
| 시즌      | 팀        | 경기 | 출장시간 | 득점  | 야투 | 3점슛 | 자유투 | 리바운드 | 리바운드 | 리바운드 | 어시스트 | 스틸 | 블록 | 턴오버 | 파울 |
| 시즌      | 팀        | 경기 | 출장시간 | 득점  | 야투 | 3점슛 | 자유투 | 공격     | 수비     | 총합     | 어시스트 | 스틸 | 블록 | 턴오버 | 파울 |
| --------- | --------- | ---- | -------- | ----- | ---- | ----- | ------ | -------- | -------- | -------- | -------- | ---- | ---- | ------ | ---- |
| 1997–98†  | 대전 현대 | 7    | 26'19"   | 11.14 | 4.1  | 2.6   | 0.3    | 0.7      | 1.0      | 1.7      | 2.3      | 1.9  | 0.1  | 0.3    | 2.6  |
| 1998–99†  | 대전 현대 | 5    | 34'44"   | 16.40 | 5.6  | 3.6   | 1.6    | 0.4      | 0.4      | 0.8      | 0.6      | 1.8  | 0.0  | 1.2    | 1.6  |
| 1999–2000 | 대전 현대 | 6    | 33'40"   | 17.50 | 5.7  | 3.7   | 2.5    | 0.5      | 1.0      | 1.5      | 1.5      | 1.5  | 0.3  | 1.0    | 2.5  |
| 2000–01   | 창원 LG   | 5    | 33'11"   | 21.20 | 7.2  | 2.6   | 4.2    | 0.8      | 0.8      | 1.6      | 3.2      | 0.8  | 0.2  | 2.6    | 2.0  |
| 2003–04†  | 전주 KCC  | 7    | 31'33"   | 12.00 | 4.1  | 2.1   | 1.6    | 0.9      | 1.0      | 1.9      | 1.1      | 1.0  | 0.1  | 1.6    | 2.6  |
| 2004–05   | 전주 KCC  | 6    | 30'40"   | 17.17 | 6.2  | 3.3   | 1.5    | 0.8      | 0.5      | 1.3      | 1.8      | 0.7  | 0.0  | 1.3    | 2.2  |
| 경력      | 경력      | 36   | 30'44"   | 15.50 | 5.4  | 2.9   | 1.8    | 0.7      | 0.8      | 1.5      | 1.8      | 1.3  | 0.1  | 1.3    | 2.3  |

## 출신 학교
- 고명초등학교
- 배재중학교
- 홍익대학교 사범대학 부속고등학교